# Münchner Sicherheitskonferenz (Veranstaltungen)
Neben der jährlichen Hauptkonferenz im Februar richtet die Münchner Sicherheitskonferenz eine Vielzahl an weiteren Veranstaltungen aus.

## Munich Young Leaders
In Zusammenarbeit mit der Körber-Stiftung wird seit 2009 parallel zur Sicherheitskonferenz das Munich Young Leaders Programm durchgeführt. Jedes Jahr werden 25 junge Vertreterinnen und Vertreter von Regierungsinstitutionen, Parlamenten, Think Tanks, Medien und Unternehmen aus Deutschland, NATO-Mitglieds- und Partnerländern sowie Staaten in Asien und dem Mittleren Osten als Munich Young Leaders ausgewählt. Sie nehmen neben einem individuellen Programm an den Sitzungen der Münchner Sicherheitskonferenz teil. Dadurch soll die nächste Generation an Entscheidungsträgern in das Umfeld der Konferenz einbezogen werden. Zu den Veranstaltungen sind online die Agenden und die Listen der Teilnehmer und Referenten veröffentlicht.

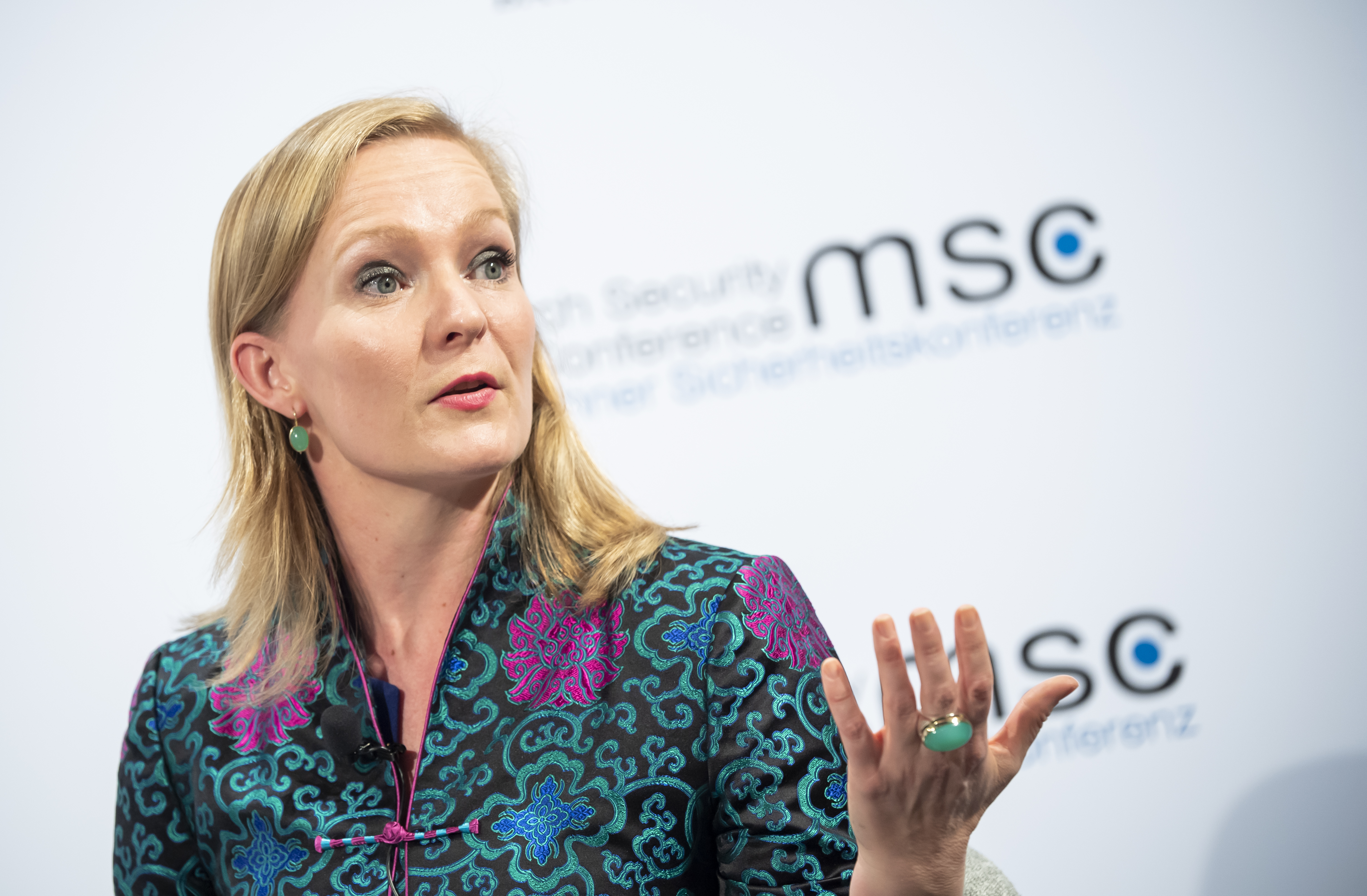
Munich Young Leader Marietje Schaake auf einer Podiumsdiskussion im Rahmen der 56. Münchner Sicherheitskonferenz

## MSC Core Group Meeting
Im November 2009 wurde die Veranstaltungsreihe MSC Core Group Meeting mit einem Treffen in Washington, D.C. eröffnet. Die Treffen geben einem ausgewählten Teilnehmerkreis Gelegenheit, zentrale Fragen der internationalen Sicherheitspolitik zu erörtern, um die Arbeit der Sicherheitskonferenz fortzusetzen und dieser Impulse zu geben. Der Tagungsort und die Themen des Core Group Meetings wechseln. Die folgenden Veranstaltungen fanden 2010 in Moskau, 2011 in Peking und 2013 in Doha statt. Erstmals gab es im Jahr 2013 ein zweites Treffen in Washington, D.C.
Der Tagungsort des Core Group Meetings 2014 war Neu-Delhi. Zu den Themen des Treffens zählten die Bedrohungen durch Terrorismus und Cyber-Angriffe, Fragen der maritimen Sicherheit, regionale und globale Sicherheitsstrukturen sowie Konzepte für eine neue Global Governance.
Das MSC Core Group Meeting 2015 fand in Wien statt. Die Lage in der Ukraine war zentrales Thema des Treffens, zu dem auch der ukrainische Außenminister Pawlo Klimkin und der russische Vize-Außenminister Alexei Meschkow angereist waren. Klimkin forderte die europäischen Staaten auf, der russischen Regierung selbstbewusst entgegenzutreten. Der österreichische Außenminister Sebastian Kurz bezeichnete Grenzverschiebungen in Europa als „inakzeptabel“, betonte aber zugleich die Notwendigkeit zur Zusammenarbeit mit Russland. Während sich der schweizerische Außenminister Didier Burkhalter für einen Neutralitätsstatus der Ukraine aussprach, forderte der serbische Außenminister Ivica Dačić als OSZE-Vorsitzender eine Stärkung seiner Organisation, um künftige Konflikte vermeiden zu können.
Ein weiteres Core Group Meeting fand im Oktober 2015 in Teheran statt. Zentrale Themen des Treffens waren die Umsetzung des Wiener Abkommens über das iranische Atomprogramm und die politische Lage in der Region. Der deutsche Außenminister Steinmeier, der gemeinsam mit dem iranischen Außenminister Mohammed Dschawad Sarif die Konferenz eröffnete, betonte die Bedeutung von Transparenz und Vertrauen für eine erfolgreiche Umsetzung der Vereinbarung von Wien. „Nach dem Spiel ist vor dem Spiel“, beschrieb Steinmeier die Situation. Im Zusammenhang mit dem Krieg in Syrien erklärte der iranische Außenminister Sarif während des Treffens die Bereitschaft seines Landes, bei der Lösung des Konflikts mit allen beteiligten Regierungen zu kooperieren.
Im April 2016 fand ein MSC Core Group Meeting in der äthiopischen Hauptstadt Addis Abeba statt. Die Sicherheitslage in Afrika, die Bekämpfung des internationalen Terrorismus und die Herausforderungen durch Klimawandel und Epidemien waren zentrale Themen des Treffens. Der äthiopische Außenminister Tedros Adhanom Ghebreyesus betonte die gegenseitigen globalen Abhängigkeiten in diesen Fragen. Zu den weiteren Teilnehmern zählten der äthiopische Premierminister Hailemariam Desalegn, der frühere nigerianische Präsident Olusegun Obasanjo, Smail Chergui, Kommissar der Afrikanischen Union, sowie der ehemalige UN-Generalsekretär Kofi Annan und Bundespräsident a. D. Horst Köhler.
Im November 2016 fand ein weiteres Core Group Meeting in Peking statt. Zentrale Themen des Treffens waren die Rolle Chinas in der internationalen Ordnung, Konflikte im asiatisch-pazifischen Raum und die geopolitische Bedeutung der „Neuen Seidenstraße“. Der stellvertretende chinesische Außenminister Zhang Yesui betonte in seiner Eröffnungsrede die Bedeutung von Dialog und Kooperation für die Sicherheit der Region. Während des Core Group Meetings bekräftigte der chinesischen Vizepräsident Li Yuanchao den Willen seines Landes, weltweit zu Frieden und Sicherheit beizutragen.
Zu den weiteren Teilnehmern zählten auch Fu Ying, Vorsitzende des Auswärtigen Ausschusses des Nationalen Volkskongress, Louise Mushikiwabo, Außenministerin von Ruanda, Markus Ederer, Staatssekretär im Auswärtigen Amt, Thomas Enders, Vorstandsvorsitzender der Airbus Group, und mehrere Bundestagsabgeordnete.

## Cyber Security Summit
Seit 2012 richtet die MSC sogenannte „Cyber Security Summits“ und die kleineren „Cyber Security Roundtables“ aus. Entscheidungsträger sollen in den Gesprächsrunden Strategien und Handlungsansätze für Sicherheitspolitik im Cyberspace entwickeln. Während die Summits von 2012 bis 2014 jährlich in Bonn stattfanden, wurden Treffen ab 2016 auch im Ausland oder im Rahmen der Münchner Sicherheitskonferenz abgehalten. Die Veranstaltungen sind in der Regel nicht öffentlich, es werden jedoch Veranstaltungsberichte veröffentlicht.
2012 wurde in Zusammenarbeit mit der Telekom die jährlich im Herbst in Bonn stattfindende Konferenz erstmals abgehalten. Da die erste Veranstaltung unter der Chatham-House-Regel durchgeführt wurde, ist weder bekannt, wer die Teilnehmer oder Vortragenden waren. Laut Medienberichten sollen jedoch der Aufsichtsratschef der Deutschen Bank, Paul Achleitner, der Chef des Baukonzerns Bilfinger Berger, Roland Koch, sowie Peter Terium, Vorstandsvorsitzender des Energieversorgers RWE und Johannes Teyssen von E.ON anwesend gewesen sein. Anders als bei der Münchener Sicherheitskonferenz ist die Ausrichtung des Gipfels auf Deutschland bezogen.
Während des ersten Gipfels fanden separate Arbeitsgruppen statt, in denen die Gefahrenanalyse branchenspezifisch anhand von als relevant eingestuften Handlungsfeldern vorgenommen wurde:
- Energie
- Finanzen
- Gesundheit
- Logistik
- Medien
- Produktion

Am 11. November 2013 fand in Bonn die 2. Veranstaltung mit den folgenden 4 Themen statt:
1. Vertrauen in die digitale Gesellschaft
2. Neue Bedrohungsszenarien für Unternehmen
3. Ordnungsrahmen auf nationaler und internationaler Ebene
4. Strategien und Lösungskonzepte

Anders als 2012 war zumindest die Rednerliste öffentlich:
- Neelie Kroes, Vizepräsidentin (Digitale Gesellschaft) der EU-Kommission
- Sabine Leutheusser-Schnarrenberger, deutsche Bundesjustizministerin
- Johanna Mikl-Leitner, Innenministerin Österreichs
- Botschafter Wolfgang Ischinger, Vorsitzender der Stiftung Münchner Sicherheitskonferenz gGmbH; Generalbevollmächtigter für Regierungsbeziehungen bei der Allianz SE
- Ehud Barak, ehemaliger Ministerpräsident Israels
- Jürgen Stock, Vizepräsident des Bundeskriminalamts
- Scott Charney, Vizepräsident von Microsoft
- Arthur W. Coviello Jr., Vorstandsvorsitzende von RSA Security
- Thomas Rid, Dozent am King’s College London; Autor zu Themen der Cybersicherheit
- René Obermann, Vorstandsvorsitzender der Deutschen Telekom AG; Vizepräsident des BITKOM e. V.
- Timotheus Höttges, Vorstand Finanzen und Controlling der Deutschen Telekom AG; designierter Vorstandsvorsitzender
- Thomas Kremer, Vorstand für Datenschutz, Recht und Compliance bei der Deutschen Telekom AG
- Klaus Schweinsberg, ehemaliger Herausgeber der Wirtschaftsmagazine Capital und Impulse; Gründer und Leiter des Centrums für Strategie und höhere Führung

Die dritte Veranstaltung fand am 3. November 2014 statt. An ihr nahmen 180 Vertreter aus den Bereichen Politik, Wirtschaft, EU und NATO teil.
In seiner Eröffnungsrede berichtete Telekom-CEO Höttges über die stetig wachsende Zahl an Angriffen auf Daten und digitale Infrastrukturen, bei denen allein das Netz der Telekom täglich 1 Million Attacken ausgesetzt sei. Er zitierte eine CSIS-Studie, die den weltweiten Schaden durch Cyberkriminalität auf 575 Milliarden US$ pro Jahr bezifferte. Zum Schutz von Daten von Zugriffen durch US-Behörden forderte Höttges eine Überarbeitung des Safe-Harbor-Abkommens und wurde dabei vom Geheimdienstkoordinator der Bundesregierung, Klaus-Dieter Fritsche, unterstützt.
Der MSC-Vorsitzende Ischinger beschrieb die große geopolitische Bedeutung von Cybersicherheit, auch als Folge des Ukraine-Konflikt, mit dem der Krieg als Mittel der Politik nach Europa zurückgekehrt sei.
Als Beitrag der Bundesregierung zur Steigerung der Datensicherheit benannte Staatssekretärin Brigitte Zypries das geplante IT-Sicherheitsgesetz mit seiner Meldepflicht bei Cyberangriffen für Unternehmen aus sensiblen Wirtschaftsbereichen.
Andy Müller-Maguhn, ein früherer Sprecher des Chaos Computer Clubs, betonte die Bedeutung einer sicheren Verschlüsselung für die Datensicherheit und warnte vor „Hintertüren“, wie sie RSA Security für die NSA eingebaut habe.
Elmar Brok, Vorsitzender des Ausschusses für Auswärtige Angelegenheiten des EU-Parlaments, und Karl-Theodor zu Guttenberg forderten zur Abwehr von Cyberangriffen auch offensive Maßnahmen und betonten die Notwendigkeit einer Abschreckungskomponente.
Dem widersprach Ben Wizner, Vertreter der American Civil Liberties Union und Anwalt von Edward Snowden.
In separaten Arbeitsgruppen wurden die Themen Digitale Verteidigung, Cyber Governance, Innovationsförderung im Bereich Datensicherheit und vorbeugender Datenschutz diskutiert.
Das vierte Cyber Security Summit fand am 19. und 20. September 2016 statt und wurde gemeinsam von der MSC, der Deutschen Telekom und der Stanford University in Palo Alto, Silicon Valley, veranstaltet. An der Veranstaltung nahmen 140 Vertreter aus den Bereichen Politik, Sicherheit und Wirtschaft teil. Ein zentrales Thema des Treffens war die bevorstehende US-Präsidentschaftswahl und ihre Beeinflussbarkeit durch Cyberangriffe. Der Vorsitzende der Münchner Sicherheitskonferenz, Wolfgang Ischinger, äußerte seine Befürchtung, dass solche Angriffe das Vertrauen in demokratische Wahlen beschädigen könnten. Weitere Themen waren die Abwehr von Cyberattacken und Cyber-Terrorismus, die Zukunft der Kriegsführung, die wirtschaftliche Relevanz von Cybersicherheit und die Entwicklung neuer Regularien für das Internet. Der MSC-Vorsitzende Ischinger sprach sich für eine engere Abstimmung von Politik und Technik aus, um gemeinsam die Grundlagen für ein offenes, freies und sicheres Internet zu schaffen. Im Zusammenhang mit dem Internet der Dinge warnte Marc Goodman vom amerikanischen Think Tank Singularity University, dass „einfach alles gehackt“ werden könne. Goodman sagte dem Internet eine „epische Schlacht“ verschiedener Interessengruppen voraus. Peter Neumann vom King’s College London beschrieb die hierarchische Struktur von Sicherheitsbehörden als organisatorisches Problem bei der Bekämpfung von Cyberkriminalität, weil sie der Funktionsweise des Internets widerspreche.
Zu den weiteren Teilnehmern zählten Dmitri Alperovitch, Mitbegründer und CTO von Crowdstrike, Michael Chertoff, früherer US-Minister für Innere Sicherheit, Vorsitzender und Gründer der Chertoff Group, Michael McFaul, Direktor des Freeman Spogli Instituts an der Stanford University und ehemaliger US-Botschafter in Russland, Iddo Moed, Koordinator für Cybersicherheit im israelischen Außenministerium, Christopher Painter, Koordinator für Cyberangelegenheiten im US-Außenministerium, Latha Reddy, ehemalige Nationale Sicherheitsberaterin Indiens und aktuell Mitglied der Global Commission for Internet Governance, sowie Uri Rosenthal, früherer niederländischer Außenminister und aktueller Sondergesandter seines Landes für Cyber-Politik.
2018 fand das Cyber Security Summit erstmals in Tallinn statt, wobei zum Teilnehmerkreis auch deutsche Wissenschaftler wie Christoph Meinel, Key Pousttchi und Gabi Dreo Rodosek zählten.

## Energy Security Summit
Gemeinsam mit der Frankfurter Allgemeinen Zeitung veranstaltet die MSC seit 2013 den Energy Security Summit. Das erste Treffen fand am 10. Juli 2013 im Festsaal des Frankfurter Palmengartens unter der Schirmherrschaft der Bundesminister Philipp Rösler und Peter Altmaier statt. Weitere Themen der Veranstaltung waren neben der Energiesicherheit auch der Klimawandel, die geostrategischen Folgen des Frackings und die deutsche Energiewende.
Der zweite Energy Security Summit fand am 27. und 28. Mai 2014 in Berlin statt. Wichtige Themen des Treffens waren die „Schiefergas-Revolution“ in den USA und der Ukraine-Konflikt. Bundesaußenminister Steinmeier wertete in seiner Rede die Energiepolitik als wichtigen Bestandteil der Außen- und Sicherheitspolitik. Steinmeier sprach sich für eine europäische Energieunion aus und forderte die europäischen Staaten im Zusammenhang mit dem Ukraine-Konflikt zur Geschlossenheit auf. Der Minister betonte die Notwendigkeit, im russisch-ukrainischen Gasstreit Kompromisse einzugehen, und warnte vor zu großen Erwartungen an amerikanisches Schiefergas als Ersatz für russische Gaslieferungen. Für eine europäische Energie-Union mit einheitlichem Gaspreis hatte sich auch EU-Energiekommissar Günther Oettinger ausgesprochen. Zugleich bezeichnete er die deutsche Energiepolitik als „Romantiktal“. Oettinger nannte Energie eine strategische Frage, bei der sich Deutschland mit technologischer und politischer Kompetenz einbringen müsse. Der ukrainische Premierminister Jazenjuk bezeichnete den Ukraine-Konflikt während des Treffens als „globalen Sicherheitskonflikt“, für den alleine Russland verantwortlich sei. Jazenjuk betonte die Weigerung seines Landes, für Gaslieferungen einen „politischen Preis“ an Russland zu zahlen. Der Premier erklärte die Bereitschaft seines Landes zu einer gemeinsamen Energiepolitik mit der EU.
Der dritte Energy Security Summit fand am 5. und 6. Mai 2015 abermals in Berlin statt. Während des Treffens schilderte der iranische Ölminister Bijan Namdar Zangeneh die Planungen seines Landes bei der Entwicklung des Energiesektors nach Ende der Sanktionen. Nach der zuvor erzielten Einigung im iranischen Atomstreit forderte der Minister eine schnelle Aufhebung der Wirtschaftssanktionen. Hoffnungen, Teheran plane den Bau einer Gas-Pipeline nach Europa und könne so die dominierende Rolle Russlands auf dem europäischen Gasmarkt schwächen, erteilte der Minister während des Treffens unter Hinweis auf Transitprobleme und Gebühren eine Absage. Der Minister kündigte zugleich Investitionen in die iranische Öl- und Gasindustrie in Höhe von 180 Mrd. Dollar an, die Iran bis 2022 tätigen wolle. Weitere Themen waren die geplante Energieunion in Europa, für die u. a. Maroš Šefčovič, Vizepräsident der EU-Kommission, und Rainer Baake, Parlamentarischer Staatssekretär im Bundesministerium für Wirtschaft und Energie, warben, sowie die deutsche Energiewende. Bärbel Höhn, Vorsitzende des Umweltausschusses, beschrieb sie als wichtigen Beitrag Deutschlands beim globalen Aufbau einer dezentralen Energieversorgung, die Abhängigkeiten verringere und zu Sicherheit und Frieden beitrage. Kritik kam von Greenpeace-Chef Kumi Naidoo, der den hohen Anteil der Braunkohle bei der Stromerzeugung als „Achillesferse“ der deutschen Energiepolitik beschrieb, und Michael Fuchs, stellvertretender Vorsitzender der CDU/CSU-Bundestagsfraktion, der die Belastungen der Bürger durch die zugesagten Subventionen in Höhe von 480 Mrd. Euro betonte.